# Bazyli Komnen Młodszy
Bazyli Komnen Młodszy (grec. Βασίλειος Κομνηνός, ur. 17 września 1358 w Trapezuncie, zm. przed wrześniem 1377) – książę trapezuncki.

## Życiorys
Był najstarszym synem cesarza Trapezuntu Aleksego III Komnena i Teodory Kantakuzeny. Imię otrzymał cześć swojego dziadka Bazylego Wielkiego Komnena. Jako najstarszy syn cesarski (porfirogenta) mógł objąć tron po swoim ojcu, zmarł jednak przed ślubem swojego młodszego brata Manuela III Komnena.